# God's Own Medicine
God's Own Medicine è il primo album in studio del gruppo gothic rock britannico The Mission, pubblicato nel 1986.

## Il disco
Subito dopo la pubblicazione dei primi due EP per una piccola casa discografica del settore, i Mission riescono ad ottenere un contratto con la Phonogram e registrano il loro primo disco: God's Own Medicine.
Negli Stati Uniti, per problemi di copyright, il loro nome verrà stampato sulla copertina come The Mission U.K. (dovuto alla provenienza, appunto).
La versione in vinile contiene dieci tracce, due in meno di quella in disco ottico e in nastro magnetico.
Nel 2007 viene rimasterizzato e, quindi, ripubblicato con l'aggiunta di bonus track. Tra cui l'originaria breve Intro della conclusiva Love Me to Death, esclusa dalla prima versione dell'album. Rinominate insieme "Love Me to Death (Original Full Length Version)".

## Tracce
1. Wasteland – 5:42
2. Bridges Burning – 4:08
3. Garden of Delight (Hereafter) – 3:42
4. Stay with Me – 4:37
5. Let Sleeping Dogs Die – 5:53
6. Sacrilege – 4:45
7. Dance on Glass – 5:10
8. And the Dance Goes On – 4:10
9. Severina – 4:15
10. Love Me to Death – 4:38

### Cassette e CD Version
1. Wasteland – 5:42
2. Bridges Burning – 4:08
3. Garden of Delight (Hereafter) – 3:42
4. Stay with Me – 4:37
5. Blood Brother – 5:16
6. Let Sleeping Dogs Die – 5:53
7. Sacrilege – 4:45
8. Dance on Glass – 5:10
9. And the Dance Goes On – 4:10
10. Severina – 4:15 – (4:20)
11. Love Me to Death – 4:38
12. Island in a Stream – 5:25

### Remastered Edition
1. Wasteland – 5:42
2. Bridges Burning – 4:08
3. Garden of Delight (Hereafter) – 3:45
4. Stay with Me – 4:36
5. Blood Brother – 5:14
6. Let Sleeping Dogs Die – 5:52
7. Sacrilege – 4:46
8. Dance on Glass – 5:13
9. And the Dance Goes On – 4:09
10. Severina – 4:22
11. Love Me to Death (Guitar Instrumental Intro) – 1:25
12. Love Me to Death – 4:41
13. Island in a Stream – 5:27
14. Wishing Well – 2:48 – cover dei Free
15. Wasteland (Anniversary Mix) – 7:39
16. Severina (Aqua-Marina Mix) – 6:09

## Formazione
Gruppo
- Wayne Hussey – voce, chitarra
- Simon Hinkler – chitarra
- Craig Adams – basso
- Mick Brown – batteria

Altri musicisti
- Julianne Regan (All About Eve) come Julianne (Queen Eve) – voce addizionale
- Adam Peters – arrangiamento strumenti ad arco